# Labraza
Labraza es una villa y concejo del municipio de Oyón, cuadrilla de Laguardia, en la provincia de Álava, País Vasco (España). Forma parte de la histórica comarca de la Sonsierra navarra que, durante un tiempo, formaba parte del Principado de Viana. Tras la concesión del fuero (1196), por el rey Sancho VII de Navarra, la localidad de San Cristóbal de Labraza se convirtió en villa. Llegó a ser una de las buenas villas con asiento en las Cortes de Navarra hasta que en 1463 dejó de pertenecer al reino de Navarra.

## Geografía
Está situada sobre un cerro, a una altitud de 667 m s. n. m., dominando el contorno próximo a la ribera del río Ebro, está situada al sur de la provincia de Álava, en el límite con Navarra y muy cerca del límite con La Rioja, y, desde 1977, forma parte del municipio de Oyón cuya capital está situada a unos 10 km al sur. Se encuentra a 10 km de Viana (Navarra), a 15 km de Logroño y a 58 km de Vitoria.
La longitud del pueblo es de 116 m mientras que su anchura máxima alcanza los 80 m.
Limita por el norte con Lapoblación y Aguilar de Codés, al sur con la Moreda de Álava y Viana, el este con Aguilar de Codés y Viana, y por el oeste con Barriobusto.
El núcleo de población se asienta sobre un terreno de margas y areniscas mientras que en las riberas de los arroyos Horcajo y Labraza el terreno predominante es aluvial. La barrera orográfica de la sierra de Cantabria favorece un efecto de sombra orográfica en su parte meridional determinando el carácter del clima, templado-oceánico con matices continentales favoreciendo «la sequía estival su situación a sotavento de la sierra de Cantabria.»
Siendo un terreno abrupto, «abundan los cultivos aterrazados -de frutales y olivo principalmente- con parcelas adaptadas a esta configuración.»
El conjunto urbano permanece dentro del recinto amurallado medieval habiendo experimentando una ligera expansión extramuros por la cara sur con la construcción de escuelas, frontón y otras edificaciones. Posiblemente su cercanía con Logroño haya evitado su despoblación como ha ocurrido con otros núcleos del mismo municipio.

## Despoblados
Forman parte del concejo los despoblados de:
- Castellón.[6]
- Cerrán.[7]
- Pisana.[8]
- San Juan.[9]
- Villavieja.[10]

## Historia
Se cree que Labraza inspiró al escritor Pío Baroja la novela El mayorazgo de Labraz. Sin embargo, el paisaje descrito por Pío Baroja apenas tiene similitud con el de esta localidad.
En el año 1196, Sancho VII de Navarra otorgó carta fundacional a Labraza. Forma parte de otras concesiones casi literales que hicieron los monarcas navarros desde el texto de Laguardia (1164) hasta el fuero de Viana y Aguilar de Codés (1219).A partir de la concesión del fuero, Labraza se convirtió en villa con jurisdicción propia, con capacidad para ejercer como cabeza político-administrativa y llevar la dirección de la producción y de la economía del extenso término que le había sido adjudicado.

## Demografía

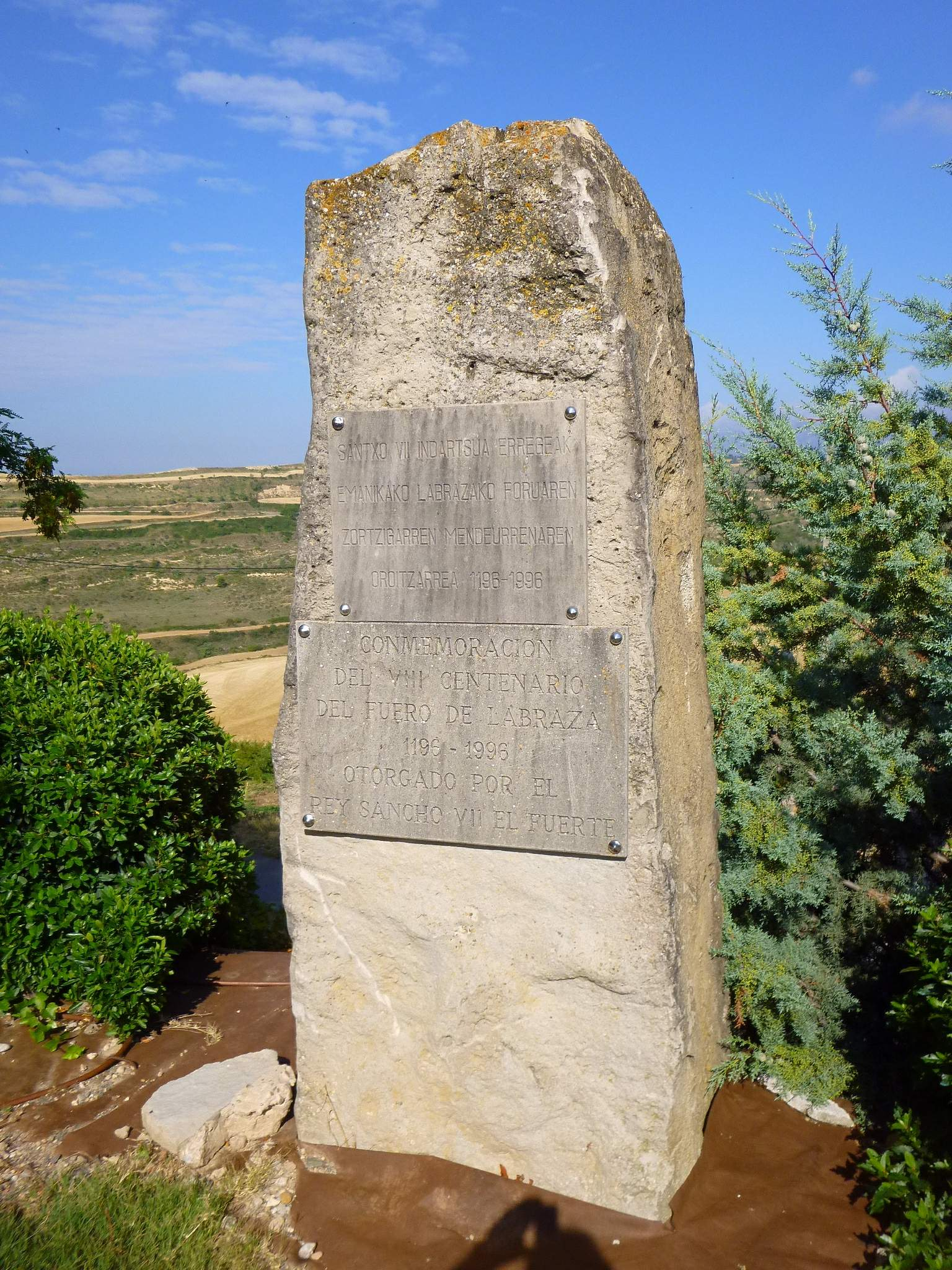
Monumento conmemorativo del Fuero de Labraza (1196) otorgado a la villa por Sancho VII de Navarra.

| Gráfica de evolución demográfica de Labraza entre 1842 y 1970 |
| |
| Población de derecho según los censos de población del INE Población de hecho según los censos de población del INEEntre el censo de 1981 y el anterior, este municipio desaparece porque se integra en el municipio 01043 (Oyón) |

| Gráfica de evolución demográfica de Labraza entre 2000 y 2017 |
|                                                               |
| Población de derecho según los censos de población del INE.   |

## Cultura

### Patrimonio material
- Murallas de Labraza: La villa mantiene un marcado y bello de sabor medieval. Tiene varias torres cúbicas defendiendo un casco urbano ovalado con callejuelas restauradas. La distancia entre las torres varía entre 15 y 17 metros. La longitud del pueblo es de 116 metros de longitud por 80 metros en la más ancha. Se puede deducir que contaría con 15 torres además del castillo. La muralla ha ganado el Premio Mundial de Ciudades Amuralladas otorgado por el prestigioso Consejo Ejecutivo del Círculo Internacional de Ciudades Amuralladas.[17][18] Este galardón, que se otorga cada tres años, reconoce a aquellos proyectos innovadores en la gestión, conservación y restauración de murallas históricas. En dicha ocasión, Labraza competía con la ciudad norirlandesa de Carrickfergus, Chichester (Inglaterra), Plasencia (Cáceres) y Vitoria. No quedan restos visibles del castillo, pero hay documentación sobre él.
- Puerta de la Concepción. Acceso a la villa por el sur a través de la muralla. Tiene una construcción adosada del siglo XVIII, antiguo ayuntamiento, cuya planta forma un espacio de entrada con arcos laterales formando un conjunto unitario y un acceso en un túnel con bóveda escarzana.[19]
- Iglesia de San Miguel: Es de planta rectangular, con una sola nave, de tres tramos y cabecera ochavada. La torre barroca realizada por Martín de Beratua, es muy bella, formada por dos cuerpos: el inferior, de gran altura, de planta cuadrada, y sobre éste, un segundo cuerpo de planta octogonal, con ocho vanos de medio punto para campanas.[20]
- Ermita de Nuestra Señora de la Piedad.[21]
- Fuente del Moro.[22]
- Monumento al Fuero de Labraza (1196).[12][13]Ermita de Nuestra Señora de la Piedad
- Fuente junto a la iglesia.[23]
- Frontón.
- Centro social junto al frontón.
- Casa del concejo.

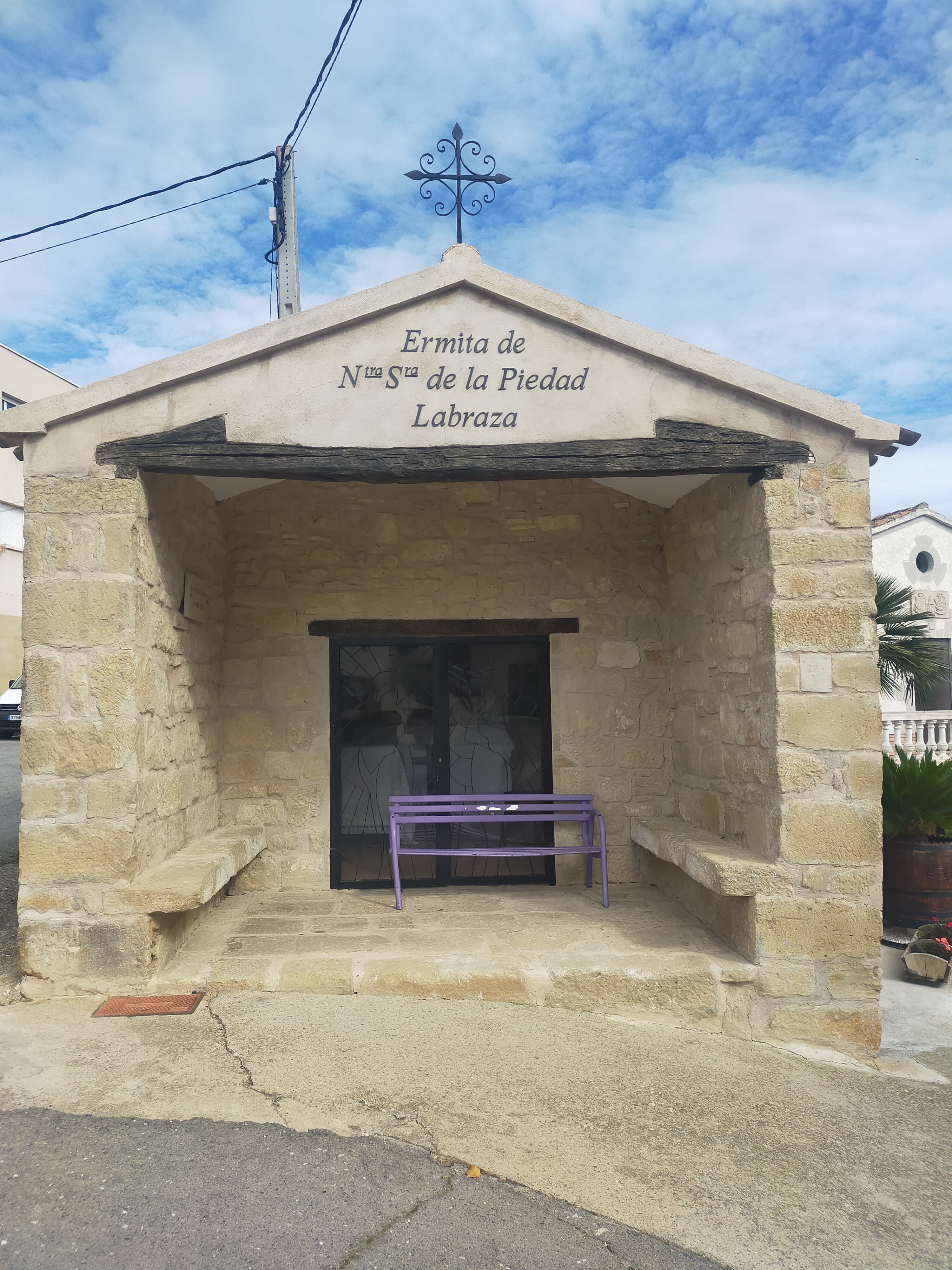
Ermita de Nuestra Señora de la Piedad

- Restos del trujal concejil aún pueden observarse al noroeste de la villa.[24]
- Antiguo hospital de Nª Sª de Gracia (desaparecido).[25]

### Patrimonio inmaterial
- Día de Reyes.[26]
- Hogueras de la víspera de San Antón (16 de enero).[26]
- Jueves de Lardero (Carnavales).[26]
- San Prudencio.[26]
- San Isidro.[26]
- Celebración del fuero de Labraza en julio.[26]
- Fiesta de Acción de Gracias de agosto (segundo lunes de agosto).[26]
- San Roque (16 de agosto).[26]
- Fiestas patronales de San Miguel (29 de septiembre).[26]
- Fiesta de la asociación ALEPO (último sábado de noviembre).[26]

## Personas destacadas
- Arturo Sáenz de la Calzada Gorostiza (Labraza, 1907 - Ciudad de México, 2003): Arquitecto, ganador del Premio Nacional de Arquitectura en 1935. Nació en Labraza, de donde procedía su familia materna. Vivió durante su etapa de estudiante en la madrileña Residencia de Estudiantes y participó en el grupo de teatro La Barraca (teatro) organizado por Federico García Lorca.